# Palazzo di Città (Cava de' Tirreni)
Il Palazzo di Città (precedentemente Teatro municipale Giuseppe Verdi) è il municipio del comune campano di Cava de' Tirreni: l'edificio fu edificato nell'Ottocento per ospitare un teatro, attivo fino alla fine della seconda guerra mondiale. La struttura si affaccia su piazza Abbro.

## Storia
Il teatro venne edificato dopo l’abbattimento, nel 1860, della sala teatrale esistente nell’antica sede del Comune, dall'architetto Lorenzo Gelanzé. I progetti presentati furono due: in uno si prevedeva la costruzione di un teatro più piccolo rispetto al precedente, ampliando il vestibolo, dando maggiore rilevanza al foyer e con un totale di posti di 450; il progetto B (il primo era contrassegnato con la lettera A) prevedeva che l'intero teatro doveva occupare la scena e con una capacità posti di 360. Alla fine fu approvata una variazione del progetto A nel 1872 e durante la sua realizzazione, i lavori vennero bloccati da Andrea Maddaloni di Napoli, in quanto i costi dell'opera superavano quelli previsti. La Corte d'Appello di Napoli, rispetto a quella al Tribunale di Salerno, diede ragione al costruttore e il 26 ottobre 1875 l'architetto Fausto Nicolini presenta un nuovo progetto, ultimandolo il 2 ottobre 1878. Il teatro fu inaugurato nel 1879 con la denominazione di Teatro Municipale, cambiando nome nel 1901 in Teatro Giuseppe Verdi vista la morte del compositore omonimo. Viene costruito su volere del sindaco di allora, Giuseppe Trara Genoino, con una capienza che si aggira all'incirca sui 600 posti, divisi tra platea, palchi di prima fila e palchi di seconda fila e in un loggione. Alla sua realizzazione, collabora anche Gaetano D'Agostino che riveste il soffitto di tela dipinta. L'illuminazione era data da lampioni sospesi a forma di lira con globi di cristallo ed altri lampioni a candelabro. Tra le opere che venivano rappresentate si possono ricordare le operette e concerti di musica bandistica. Il progetto viene anche richiesto dal comune di Lecce per realizzarne uno simile in questa città.
Nel 1912 la sala fu concessa per la trasmissione del lungometraggio Quo vadis? diretto da Enrico Guazzoni e Gli ultimi giorni di Pompei di Eleuterio Rodolfi. In una relazione dell'ingegnere Filippo Guerritore, responsabile dell'ufficio tecnico comunale, scrisse che il teatro era motivo di orgoglio per la popolazione locale Alla fine del primo conflitto mondiale, iniziò la decadenza del teatro, maggiormente per motivi economici, in quanto erano necessarie alcune ristrutturazioni, senza poter portare a termine l'opera. Negli anni del fascismo, il teatro viene utilizzato per le adunanze del regime, mentre durante la seconda guerra mondiale il tetto viene distrutto e la struttura viene occupata dall'esercito anglo-americano.
Concesso ormai a solo cinema, con una delibera del 12 ottobre 1946 del commissario prefettizio Emanuele Cotugno, diventa Palazzo di Città e viene ampliato: innanzitutto viene costruito un secondo piano, poi il lato ad est della struttura viene allargato nel 1965, mentre nel lato ovest viene inglobato un pezzo del Circolo Tennis, dove era presente la sede, per un periodo, della Biblioteca Comunale. Nell'aula consiliare è presente un ritratto del nobile cavese Don Giovanni Camillo De Curtis, risalente al '500, nonché parente dell'attore Totò che lo richiese nel 1961, senza ottenere risposta positiva.
Nel 2016 sono state fatte alcune opere di ristrutturazione alla facciata e la copertura del palazzo.

## Rappresentazioni
Il teatro era aperto per circa 150 volte all'anno non solo per rappresentazioni teatrali, ma anche per conferenze, tra le quali quella di Enrico De Marinis nel 1903. Inoltre, ci fu un ciclo di spettacoli con protagonisti alcuni attori come Amedeo Palumbo, Alfonso Molina, Ettore De Bonis, Eugenio Moretti e la Rotonda su Dante Alighieri. 
Tra gli spettacoli teatrali si possono ricordare quelli della Compagnia drammatica Duse, Compagnia di Anita D'Agostino e della Gennaro Pantalena. Inoltre, oltre al teatro dal 1912 vengono trasmessi anche alcuni film.

## Struttura

### Teatro
Il palcoscenico era lungo 16 metri e largo circa 17 metri con pavimentazione in legno; nei lati quattro siti per gli attori. La platea era lunga circa 10 metri e larga circa 12 con un totale di nove file: due di sole poltrone e altre sette di sedie, con la presenza di due porte per l'entrata ed uscita. Era presente poi un loggione con circa 100 posti, raggiungibile da una scala a chiocciola. Nella parte anteriore del palcoscenico c'erano sei palchi, tre per ogni lato.

### Municipio
L'attuale struttura presenta un Salone di rappresentanza per le conferenze, gli uffici degli assessori e del sindaco, la sala della giunta comunale e altri uffici.